# Programmet för att skapa och testa bakteriologiska vapen vid Pokrovskijs kloster
Programmet för att skapa och testa bakteriologiska vapen vid Pokrovskijs kloster syftar på det sovjetiska programmet för att skapa och testa bakteriologiska vapen på fångar som genomfördes vid Pokrovskijs kloster i Suzdal under 1930-talet. Dessa experiment var strikt klassificerade, blev kända först under glasnostperioden och officiellt erkända av de ryska myndigheterna först i november 1992.
Från och med 1928, 1931 eller 1933 – källorna är oklara – var det militärbiologiska laboratoriet vid Byrån för särskilda syften vid OGPU, belägen i det före detta klostret som fungerade som en sharashka, där fängslade specialister som arbetade med utveckling av biologiska vapen arbetade. 1934 överfördes laboratoriet till Röda arméns biokemiska institut. Tillsammans med sharashka hyste klostret ett fängelse för experimentfångar. Sovjetiska bakteriologiska vapen testades på fångar som försöksdjur.
Mest av allt, enligt E.I. Parshina, handlade experimenten om kolera, pest, malaria och stelkramp. Parshina deltog själv i "partiets och regeringens ansvarsfulla uppgift" – att smitta en fånge med kolera; experimentet visade sig vara "lyckat" (det vill säga det var möjligt att smitta försökspersonen). 
En biprodukt av att testa stammar av bakteriologiska vapen på fångar var skapandet 1935 av ett flytande vaccin mot tularemi av fängslade biologer.